# Scarus falcipinnis
Scarus falcipinnis és una espècie de peix de la família dels escàrids i de l'ordre dels perciformes.

## Morfologia
Els mascles poden assolir els cm de longitud total i 3 kg de pes.

## Distribució geogràfica
Es troba a Oman, Moçambic, les Seychelles, Maurici, Reunió i Madagascar.